# 布赖讷拉勒
布赖讷拉勒（法語：Braine-l'Alleud，法語發音：[bʁɛn lalø] ⓘ，荷蘭語發音：[ˈɛi̯ɣə(n)ˌbraːkəl] ⓘ）是比利时瓦隆大区瓦隆布拉班特省的一个市镇，北与弗拉芒布拉班特省接壤，通行法语，是比利时法语社群的一部分，人口39,837人（2018年1月1日）。

## 交通
- 布赖讷拉勒站

## 姊妹城市
以下为布赖讷拉勒的姊妹城市：
| - 英国 貝辛斯托克 - 加拿大 | - 德国 门登 - 法國 维斯特雷阿姆 - 捷克 什拉帕尼采 |